# ريتشارد أو. كوان
ريتشارد أو. كوان (بالإنجليزية: Richard O. Cowan)‏ هو مؤرخ أمريكي، ولد في 1935.